# Avodah Zara
Avodah Zara ( hebraico :עבודה זרה  ou "adoração estranha", que significa idolatria ou "serviço estranho") é o nome de um tratado do Talmud, localizado em Nezikin, a quarta Ordem do Talmud que trata de danos, que discute a proibição da idolatria e os regulamentos sobre as interações entre judeus e idólatras. O tema principal do tratado são as leis relativas aos judeus que vivem entre os gentios, incluindo regulamentos sobre a interação entre judeus e avodei ha kochavim, literalmente "adoradores das estrelas", mas mais frequentemente traduzido como "idólatras" ou "pagãos".

## Mishná
O tratado consiste em cinco capítulos. O número de mishnayot está de acordo com a numeração padrão; no entanto, versões diferentes dividem as mishnayot individuais ou as combinam, e as quebras de capítulo também podem variar.
O Capítulo Um (nove mishnayot) trata da proibição do comércio com idólatras em torno de suas festas, como Saturnália e Kalenda (para não ser cúmplice da idolatria festiva) e dos itens que são proibidos de serem vendidos a idólatras (o que é basicamente qualquer item que o idólatra possa oferecer em um serviço idólatra ou cometer um ato imoral). Assim, o principal mandamento bíblico explorado no capítulo é o "Lifnei Iver", “diante do cego não porás tropeço”. Um judeu que ajuda um gentio a adorar ídolos está facilitando o pecado.
O Capítulo Dois (sete mishnayot) trata das precauções contra a violência e imoralidade dos idólatras e dos itens que são proibidos/permitidos de serem comprados dos idólatras. Estes incluem categorias de objetos que podem ser subprodutos de serviços idólatras, bem como alimentos com dificuldade em identificar o seu estatuto de kashrut, como queijo produzido por gentios em garrafas de pele de animais que foram abatidos indevidamente, ou então coalhados com coalho de uma carcaça; ou caldo de peixe produzido por gentios e que pode conter peixes impuros. Este capítulo também trata da proibição de um judeu ajudar a dar à luz ou amamentar uma criança gentia, para não trazer um adorador de ídolos ao mundo. Esta proibição pode ser atenuada nos casos em que a recusa possa causar inimizade para com os judeus, a menos que possa ser apresentada uma desculpa para recusar.
O Capítulo Três (dez mishnayot) trata das leis de várias imagens/ídolos e da asherah (árvore idólatra). Assim, detalha as distinções entre o uso proibido e permitido de vários aspectos e estados de itens idólatras.
O Capítulo Quatro (doze mishnayot) trata do benefício dos itens auxiliares de um markulis (Mercúrio, uma divindade romana que consiste em uma pilha de pedras em que a adoração consistia em atirar pedras e, assim, adicioná-las à pilha) e outros ídolos, a anulação de um ídolo (efetuado por um idólatra desfigurando deliberadamente o seu ídolo), e as leis que detalham a proibição do uso e benefício de Yayin Nesech (vinho gentio suspeito de ser usado na adoração de ídolos).
O Capítulo Cinco (doze mishnayot) continua detalhando as proibições de yayin nesech, libações. Isto constitui a base para os comandos rabínicos que regem o vinho kosher . Inclui instruções sobre o kashering de utensílios usados por idólatras.

## Tosefta
Uma edição do Tosefta de Avodah Zarah foi publicada em 1970, editada por MS Zuckermandel, MS. Baseava-se nos Códices de Erfurt e Viena.

## Talmud de Jerusalém
Uma edição do Talmud de Jerusalém sobre Avodah Zarah foi publicada em 1969 com base na primeira edição da obra publicada em Veneza em 1523. Outra edição do Talmud de Jerusalém foi editada por Schäfer, Peter e Hans-Jürgen Becker em 1995. Isto foi seguido por uma edição de Sussman em 2001.

## Talmud Bavli
Esta Gemara em Avodah Zarah foi alvo frequente de controvérsia e críticas. De todos os textos do Judaísmo Rabínico, este é provavelmente aquele em que é mais difícil obter uma versão “autêntica”, pois quase todas as páginas tiveram censura imposta. Na edição padrão de Vilna do Talmud, o tratado tem 76 fólios. Em termos do comprimento real da Gemara, Avodah Zarah está bastante próximo do meio, sendo um tratado de comprimento "médio".
Segue uma breve lista dos principais tópicos de cada capítulo. Como o objetivo principal da Gemara é explicar e comentar a Mishná, isso está implícito, e os tópicos mencionados serão aqueles que não são diretamente sobre a Mishná (pois é extremamente difícil resumir um comentário em poucas linhas). As referências de fólio entre parênteses são aproximadas e sem lado (ou seja , a ou b ).
Capítulo Um (fólios 2-22) O tratado salta quase que diretamente para uma longa série de aggadá, e é abundante em material agádico, como a situação das nações no Mundo Vindouro (2), a Aliança de Noé e o riso de Deus (3), a ira de Deus e as metodologias de punição tanto para os judeus quanto para os gentios (4), o pecado do Bezerro de Ouro e sua relação com a imortalidade (5), uma exposição da história judaica relativa à destruição do Segundo Templo (8-9), a natureza da heresia e as histórias do martírio de alguns rabinos eminentes na perseguição romana (16-18) e uma exposição detalhada do Salmo 1 (19). O material haláchico relacionado ao assunto imediato do tratado inclui as leis de comparecer ao casamento de um idólatra (8), realizar um ato que se pareça com idolatria (12), beneficiar a idolatria (13) e vender armas a idólatras (15). O material haláchico menos relacionado ao assunto principal inclui orar por si mesmo (7), datar documentos (10), o que pode ser queimado no funeral de um rei judeu (11), causar uma mancha em um animal antes e depois da destruição do Templo (13) e vender materiais a alguém suspeito de desrespeitar as leis do Ano Sabático (15).
Capítulo Dois (fólios 22-40) Este capítulo é semelhante ao anterior por ser longo e conter material diverso. O material haláchico relacionado ao tratado inclui as leis de comprar um animal de um idólatra para um sacrifício (23-24), circuncisões realizadas por idólatras (27), o status da cerveja gentia (31), o esterco de um boi destinado à idolatria (34) e a proibição de relações sexuais com gentios (36). O material haláchico menos relacionado ao tratado inclui as leis de um apóstata judeu (26-27), uma seção exclusiva que descreve detalhadamente muitos remédios medicinais da era talmúdica (28-29), as questões de segurança/contaminação ao deixar água/vinho descobertos (30), o processo de anulação de um tribunal rabínico anterior (37) e os detalhes mais finos do reconhecimento de peixes kosher (39-40). Há algum material agádico que descreve o retorno da Arca após sua captura pelos filisteus (24) e o sol parado para Josué (25).
Capítulo Três (fólios 40-49) Esse capítulo trata principalmente apenas da Mishna e de outras leis relacionadas à idolatria, incluindo o status de um ídolo quebrado por acidente (41) e as consequências da adoração de vários objetos (46-47). Há um pequeno parágrafo agádico sobre a coroa que o rei Davi usava (44).
Capítulo Quatro (fólios 49-61) Este capítulo é haláchico, tratando principalmente da Mishna. Outras leis relacionadas à idolatria discutidas incluem o sacrifício a um ídolo (51), alimentos e vasos associados à idolatria (52), a troca por um ídolo (54) e o status de uma criança gentia ao servir vinho idólatra (57). O material haláchico externo inclui as atividades permitidas e proibidas no Ano Sabático e os casos de rabinos que fazem decisões para comunidades específicas seguindo sua própria opinião (59).
Capítulo Cinco (fólios 62-76) Este capítulo é haláchico, tratando da Mishna e de um grande número de tópicos relacionados ao vinho gentio. Alguns deles são pequenos e muitos dos fólios são compostos por uma grande quantidade de unidades lógicas que são difíceis de resumir. Uma seleção de material haláchico relacionado à idolatria e ao vinho idólatra inclui a abertura forçada de vinho por idólatras (70) e o fluxo criado ao derramar vinho (72). Outros materiais haláchicos incluem as leis do salário de uma prostituta (62-63), a definição de um Ger Toshav (64), a aquisição de propriedade por um gentio (71-72) e o estabelecimento de um preço em negociações (72). Há um parágrafo agádico em que um rabino explica os méritos do Mundo Vindouro a um amigo gentio.

## Relacionamento com o Cristianismo
De acordo com o Rabino Avrohom Yeshaya Karelitz, o tratado inclui o cristianismo como uma forma de idolatria, chamando a pratica de Shituf (um termo usado em fontes judaicas para a adoração a Deus de uma maneira que o judaísmo não considera puramente monoteísta)
Até mesmo os judeus medievais entendiam muito bem que o cristianismo é avodah zarah de um tipo especial. Os tosafistas afirmam que, embora um cristão que pronunciasse o nome de Jesus em um juramento estaria tomando o nome de "outro deus", ainda assim, quando os cristãos dizem a palavra "Deus", eles têm em mente o Criador do céu e da terra. Algumas autoridades posteriores interpretaram a continuação desse Tosafot como significando que esse tipo especial de avodah zarah é proibido para os judeus, mas permitido para os gentios, de modo que um não judeu que se envolve na adoração cristã não comete pecado.
Uma lenda agádica do tratado Avodah Zarah 8a contém observações contemporâneas sobre os feriados romanos do meio do inverno, Saturnália e Calenda, e uma hipótese talmúdica sobre a origem pré-histórica do festival do solstício de inverno, que mais tarde se tornaria o dia do Sol Invictus e o Natal.
Na Idade Média, o tratado inteiro foi eliminado de muitas edições europeias pelos censores cristãos, e era consideravelmente difícil obter uma cópia.[carece de fontes?]